# Impuesto indirecto
Un impuesto indirecto es la cantidad de dinero o clase de impuesto recaudado por un agente económico que en general es una empresa que paga los impuestos al agente recaudador, repercute todo o buena parte del monto de ese impuesto en quien es el consumidor final (por ejemplo, aumentando el precio efectivo de venta).
Este tipo de fiscalidad es bastante común, y tiene sus ventajas e inconvenientes.

## Ventajas
- Es más fácil y cómodo para recaudar, ya que hay menos centros de recaudación y pago fiscal que en el caso de un impuesto directo (los intermediarios concentran los montos fiscales recaudados de muchos contribuyentes).
- Los contribuyentes reales, que son los consumidores finales, tienen por lo general menos resistencia a pagar el impuesto que con el sistema directo, puesto que las cantidades a pagar se fraccionan en una serie de montos pequeños o medianos.
- Las posibilidades de los consumidores de eludir el impuesto se reducen, por ejemplo, respecto a las que existen en el gravamen de las rentas empresariales o profesionales, o de las rentas de capital. Sin embargo, la evasión impositiva de las empresas y profesionales, que corren con buena parte de la gestión de un sistema de tributación indirecta, puede ser fuerte, al menos con los impuestos sobre el volumen de ventas.[2]

## Inconvenientes
- A igualdad recaudatoria, un incremento del gravamen del consumo, por ejemplo, aumenta los precios en mayor medida y más rápidamente que el aumento correspondiente de un impuesto directo, con posibles consecuencias inflacionarias.[2]
- El impuesto indirecto al consumo es globalmente regresivo respecto a la renta, generando un aumento de desigualdad en la distribución personal de la renta. Este efecto regresivo puede suavizarse mediante la aplicación, por ejemplo, de tipos impositivos reducidos a los bienes y servicios cuyo consumo absorbe una proporción mayor de las rentas bajas que de las altas.[3]

## Ejemplos
Algunos ejemplos concretos de impuestos indirectos son:
- Impuesto al valor añadido (IVA)
- Derechos de aduana
- Impuestos especiales